# Black Funeral
Black Funeral est un groupe de black metal américain, originaire d'Indianapolis, dans l'État de l'Indiana. La plupart des paroles du groupe parlent de mysticisme, de vampirisme et de magie noire. Le groupe est considéré par la presse spécialisée comme l'un des pionniers et fondateurs du black metal américain.

## Biographie
Le groupe se forme initialement sous le nom de Sorath en 1992 à Indianapolis, dans l'État de l'Indiana,. Les membres décident un an plus tard, en 1993, de changer pour celui de Black Funeral. Une fois cela terminé, le groupe commence à jouer quelques lives dans leur région, cela leur permettra d'avoir leurs premiers succès et d'apparaitre sur la compilation A Tribute to Hell - Satanic Rites. Le groupe sort ensuite en 1994 sa première production : la démo Journey into Horizons Lost, puis une seconde l'année suivante, Of Spells of Darkness and Death. 
En 1996 sort le premier album studio du groupe, Vampyr - Throne of the Beast, sous le label Behemoth Records. L'année suivante, Black Funeral publie un deuxième album, Empire of Blood, puis un troisième en 1998, Moon of Characrith.
En 2003, après cinq années sans sortir d'album, en raison de tournées assez fréquentes du groupe, Black Funeral publie Beliel Arisen, puis l'année suivante Az-I-Dahrak. L'album Ordog est publié l'année d'après en 2005. Le concept de Ordog tourne autour du Yatuk Dinoih, culte de la magie noire de la Perse ancienne. En 2007, le groupe sort son septième album studio, Waters of Weeping.
En 2010, le groupe publie l'album Vukolak. En 2016, six ans après Vukolak, Black Funeral confirme la sortie d'un nouvel album. L'album, intitulé Ankou and the Death Fire, est annoncé pour le 9 septembre 2016,.

## Membres

### Membres actuels
- Baron Drakkonian Abaddon - chant, batterie
- Sheikh « D. » Abd'ajjal - guitare, basse

### Anciens membres
- Nocturnal - guitare
- Blackangel - basse
- Asmoderic - batterie

### Membres de session
- Shanna Lejuene - chant
- Dana Dark - chant
- Lux Ferro - chant
- Desolate Wings - synthétiseur

## Discographie

### Albums studio
- 1996 : Vampyr- The Throne of the Beast
- 1997 : Empire of Blood
- 1998 : Moon of Characith
- 2003 : Belial Arisen
- 2004 : Az-i-Dahak
- 2006 : Ordog
- 2007 : Waters of Weeping
- 2010 : Vukolak
- 2016 : Ankou and the Death Fire

### EPs
- 2012 : Choronzon Blood Rite
- 2018 : The Dust and Darkness

### Démos
- 1994 : Journey Into Horizons Lost
- 1995 : Of Spells of Darkness and Death
- 2019 : Varulv